# Neil Portnow
Neil Portnow (Nueva York, 1948) fue presidente y presidente ejecutivo (2002-2019) de la Academia Nacional de Artes y Ciencias de la Grabación (NARAS). Antes, fue vicepresidente de la división de Jive Records, West Coast.[cita requerida]

## Primeros años
Portnow creció en Great Neck Plaza, Nueva York (estado). Tocaba el bajo eléctrico en una banda de rock de secundaria, The Savages, quienes lanzaron un disco llamado "Cheating on me"/"Best thing you ever had" en Red Fox Records que no logró un buen éxito comercial, pero posteriormente fue incluido en una recopilación de bandas de garaje.
Se graduó de la Universidad George Washington en 1971. Empezó como un productor de discos y supervisor de música. Trabajó con RCA Records como un productor, como vicepresidente de A&R en Arista Records y en EMI America Records.
Comenzó a trabajar en Jive en 1989. Él supervisó la expansión de su operación West Coast, haciendo de Jive un exitoso sello discográfico. Trabajó junto con el presidente de Jive Clive Calder que dirigía la empresa matriz de Jive, Jive Label Group.
Portnow trabajó como supervisor de música en tres películas: Permanent Record (1988), A Nightmare on Elm Street 5: The Dream Child (1989), y Wired (película) (1989), en la que también apareció como director de orquesta.

## Presidente de NARAS
En noviembre de 2002, Portnow se convirtió en el presidente de NARAS (The Recording Academy), reemplazando al polémico Michael Greene quien se desempeñó como presidente desde el 1988. En los Premios Grammy de 2003, dio su primer discurso como presidente. Se le considera más diplomático, analítico y estratégico que su predecesor y es conocido por su actitud tranquila hacia problemas que enfrenta la industria de la música.
Portnow ha trabajado con la Academia y dentro de la industria de la música para asegurar el futuro de las grabaciones modernas, así como en la lucha contra las descargas ilegales y la piratería. También lideró esfuerzos para ayudar a los músicos afectados por el Huracán Katrina a través de fundación de la Academia ""MusicCares Foundation". 
El 24 de marzo de 2011, el contrato de Portnow como presidente de la Academia se extendió durante cuatro años hasta 2015.
En el 2019, se anunció el nombramiento de Deborah Dugan como presidenta, en sustitución de Neil Portnow, de The Recording Academy.